# Spirale (Satellit)
SPIRALE („Système Préparatoire Infra-Rouge pour l’ALErte“) ist die Bezeichnung für zwei französische militärische Testsatelliten zur Validierung eines künftigen Infrarot-Frühwarnsystems, die von EADS als Hauptauftragnehmer und Thales Alenia Space als Entwickler im Auftrag von Frankreichs Wehrbeschaffungsbehörde Direction générale de l’armement hergestellt wurden.
Die beiden Satelliten SPIRALE A und B wurden als Zusatznutzlast am 11. Februar 2009 mit einer Ariane 5 zusammen mit den Satelliten Hot Bird 10 und NSS-9 gestartet und auf eine hochelliptische Umlaufbahn (600 × 36.000 km mit 2° Bahnneigung) gebracht. Mit ihnen soll die Bereitstellung und Nutzung eines Systems für die Infrarot-Bilderfassung von Strukturen auf der Erde und deren Analyse sowie der Aufbau einer Frühwarnkette demonstriert werden.

## Technische Daten
Die würfelförmigen dreiachsstabilisierten Satelliten auf Basis des Satellitenbus MYRIADE der französischen Raumfahrtagentur CNES besitzen eine Größe von 60 × 60 × 85 Zentimeter und sind mit einem zweisegmentigen Solarpanel aus Galliumarsenid-Solarzellen mit 160 Watt Leistung und einer Lithiumionenbatterie ausgerüstet. Die beim Start je 117,3 Kilogramm schweren Satelliten haben einen Stromverbrauch von jeweils 80 Watt im Standby und 100 Watt bei der Bilderfassung. Für die Bilderfassung verwenden die Satelliten Infrarotteleskope mit aktivem Kühlsystem. Die Lageregelung erfolgt über vier Drallräder, zwei MTBs (magneto-torquer bars) und vier kleine Hydrazintriebwerke mit je einem Newton Schub. Zur Orientierung sind sie mit einem Sternensensor, drei Sonnensensoren und drei Gyrometern ausgerüstet.